# Associazione Calcio Cesena
L'Associazione Calcio Cesena és un club de futbol d'Itàlia, de la ciutat de Cesena, a la província de Forlí, a la regió de l'Emília-Romanya. Va ser fundat el 1940.